# Joe Savikataaq
Joe Savikataaq (nascido em 1960) é um político canadense que foi primeiro-ministro do território canadense de Nunavut entre 2018 e 2021. Ele foi eleito premier em 14 de junho de 2018, após seu antecessor Paul Quassa ter perdido o voto de confiança, e perdeu ele próprio as eleições em 2021 para P.J. Akeeagok.